# Рёслер, Роберт (историк)
Эдуард Роберт Рёслер (нем. Eduard Robert Rösler; 2 марта 1836, Ольмюц — 19 августа 1874, Грац) — австрийский историк и географ.

## Биография
Изучал в Венском университете сперва право, затем историю. После окончания университета (1857) преподавал в гимназиях в Троппау и в Вене, в 1860 г. защитил диссертацию. С 1863 г. приват-доцент всеобщей истории в Венском университете.
Известен как автор миграционной теории происхождения румын, сформулированной в изданной в 1871 году в Лейпциге монографии «Романские исследования. Изучение древней истории румын» (нем. Romänische Studien. Untersuchungen zur älteren Geschichte Rumäniens). Теория эта, согласно которой древнейшее население современных Румынии и Молдавии было восточнославянским, вызвала неоднозначную реакцию учёных-современников. Рэслер указал на русский характер географической номенклатуры Молдавии и Трансильвании, в частности на названия от корня «рус» в документах половины XII века.
Русский византинист Василий Васильевский в книге «Византия и печенеги» (1872) называет исследование Рёслера «превосходным» и поддерживает мысль Рёслера. На труд Рёслера как на авторитетное решение вопроса об автохтонном населении Румынии ссылались, в частности, выходившие в конце XIX века издания энциклопедии Britannica.